# Clemensia reticulata
Clemensia reticulata är en fjärilsart som beskrevs av Rothschild 1913. Clemensia reticulata ingår i släktet Clemensia och familjen björnspinnare. Inga underarter finns listade i Catalogue of Life.